# Nguyễn Hoài Văn
Nguyễn Hoài Văn (* 23. September 1993) ist ein vietnamesischer Leichtathlet, der sich auf den Speerwurf spezialisiert hat.

## Karriere
Erste internationale Erfahrungen sammelte Nguyễn Hoài Văn im Jahr 2017, als er bei den Südostasienspielen in Kuala Lumpur mit einer Weite von 65,54 m den vierten Platz belegte. Zwei Jahre später gewann er bei den Südostasienspielen in Capas mit 70,88 m die Bronzemedaille hinter dem Philippiner Melvin Calano und Abdul Hafiz aus Indonesien. 2022 siegte er dann bei den Südostasienspielen im heimischen Hanoi mit einem Wurf auf 70,87 m und im Jahr darauf sicherte er sich bei den Südostasienspielen in Phnom Penh mit 69,55 m die Silbermedaille hinter dem Indonesier Hafiz.
In den Jahren 2015 und 2017 sowie von 2019 bis 2021 wurde Nguyễn vietnamesischer Meister im Speerwurf.